# 賴曉鵬
賴曉鵬（Michael Xiao-Peng LAI，1987年1月20日—），香港網球運動員，曾是香港網球少年隊的成員，2006年首次參與台維斯盃的比賽，迄今戰績為5勝4負。根據台維斯盃官方網頁紀錄，賴曉鵬於2007年4月台盃亞大區第二組次回合的賽事中，與伊朗代表總共打了4小時才分出勝負，為香港參賽以來耗時最久的單場比賽。該場球賽賴曉鵬以6-7,6-4,6-2,4-6,6-3擊退對手。
2010年，代表中國香港參加2010年亞洲運動會，出戰男子雙打和男子團體項目，惟兩項賽事都於首場落敗後出局。

## 外部連結
- 賴曉鵬（英文/西班牙文）的官方資料
- 賴曉鵬的國際網球總會 職業／青少年 官方資料（英文）
- 賴曉鵬的官方資料（英文）